# بن حدو الشرقاوي (أولاد سلامة الغربية)
بن حدو الشرقاوي هو دُوَّار يقع بجماعة عين عتيق، عمالة الصخيرات تمارة، جهة الرباط سلا القنيطرة في المملكة المغربية. ينتمي الدوّار لمشيخة أولاد سلامة الغربية التي تضم 7 دواوير. يقدر عدد سكانه بـ 426 نسمة حسب الإحصاء الرسمي للسكان والسكنى لسنة 2004.

## روابط خارجية
- البوابة الوطنية للجماعات الترابية نسخة محفوظة 12 مارس 2018 على موقع واي باك مشين.
- المندوبية السامية للتخطيط